# Sommerkorpset
Sommerkorpset (Wachkorps der Luftwaffe in Dänemark) eller Sommerfuglene var danskernes uofficielle navn for et dansk/nazistisk korps, som blev oprettet i begyndelsen af 1944 under den danske besættelse.
Korpsets formål var at foretage bevogtningsopgaver på værnemagtens flyvepladser og installationer samt på fabrikker i Danmark, som leverede materiel til det tyske luftvåben (Luftwaffe).
Den danske nazist og jagerpilot kaptajn Poul Sommer blev udpeget til at lede korpset. Han var nyligt kommet fra østfronten. Korpset omfattede mellem 800 og 1.000 mand, som hovedsageligt var frontsoldater fra Schalburgkorpset. Medlemmerne af korpset var svært bevæbnet og havde sorte uniformer.
En gruppe på ca. 20 mand skilte sig ud og dannede en terrorgruppe, som bl.a. kørte rundt i gaderne med lastbiler og skød på civilbefolkningen under folkestrejken i København i 1944.
Korpset blev opløst i februar måned 1945. Flere af medlemmerne blev overført til andre korps i tysk tjeneste som Hipokorpset.